# Assumpte del collar

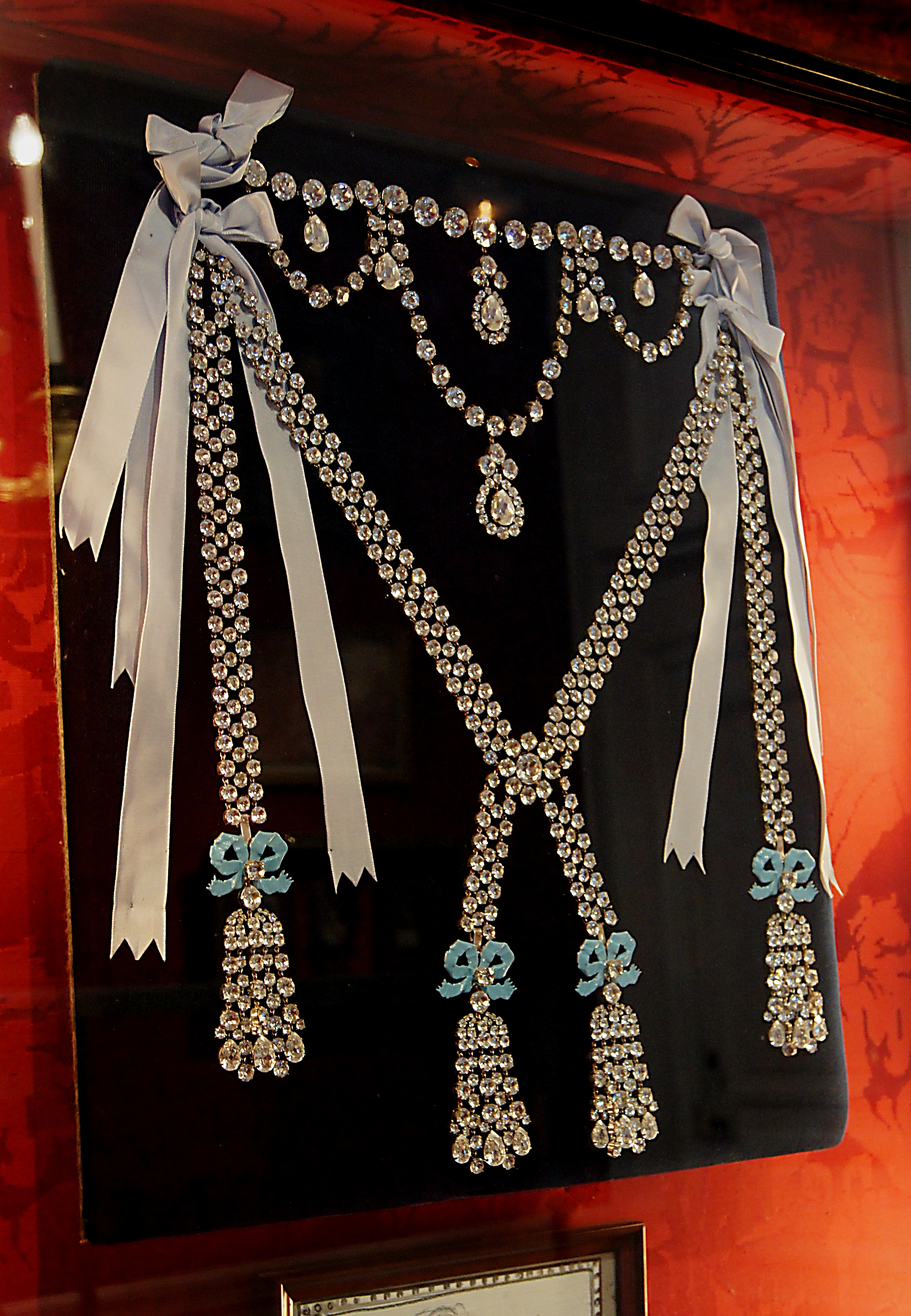
Reconstrucció del famós collar

L'Assumpte del collar fou un cèlebre procés format a França en l'últim terç del segle xviii, que va commoure i alarmar la cort i va atraure l'atenció de tot Europa.
Poc temps abans de la mort de Lluís XV, els joiers de la corona, Boehmer i Bassenge, construïren un bell collaret de diverses fileres de denes, emprant-hi els diamants més bells que van poder trobar. Aquest fet els va comportar grans despeses. El collar estava destinat a madame du Barry, favorita d'aquell rei. Mort Lluís XV, la Du Barry no arribà a posseir la joia, que va restar en poder dels joiers, els quals proposaren a Maria Antonieta que l'adquirís. Lluís XVI va voler comprar-lo per a regalar-lo a la seva esposa, com a present per haver donat a llum al seu primer fill (desembre de 1778); però la reina, que ja posseïa moltes i valuoses joies, refusà que es fes la gran despesa d'1.600.000 lliures, que era el preu del collar, i va preferir que amb aquella quantitat l'Armada comprés un vaixell.
El joier Boehmer provà llavors de vendre'l recorrent diverses ciutats d'Europa, però no ho aconseguí a causa del preu excessiu de la joia. En vista del fracàs, tornà a sol·licitar de Maria Antonieta que la comprés; la reina, però, li aconsellà que, si volia obtenir diners pel collar, el desmuntés i en fes diverses joies que es podrien vendre per separat. Malgrat tot això, Boehmer no perdé les esperances, ja que estava convençut que el collaret agradava molt a la reina.

## L'afer
A partir d'aquest moment apareixen els personatges que tingueren més protagonisme en els fets que desembocaren en el procés: el cardenal de Rohan i Jeanne de Valois-Saint-Rémy, comtessa de Lamotte. El cardenal estava enemistat amb la reina i la comtessa, que volia emparar-se del collar, va fer creure al cardenal de Rohan que obtindria el perdó de la reina i que possiblement seria nomenat primer ministre, si li feia arribar el collar com un obsequi de desgreuge. La comtessa faria d'enllaç secret entre el cardenal i la reina.
D'altra banda, els joiers havien ofert una importantíssima comissió a la comtessa de Valois si aconseguia que la reina els comprés el collar. La comtessa de Valois els contestà que la reina adquiriria el collar, però que no volia tractar directament amb els joiers, i que delegava la negociació en un gran personatge de la Cort. En efecte, el 24 de gener de 1785 el cardenal de Rohan es presentà a casa dels joiers, es feu mostrar el collar i en preguntà el preu. De les 1.660.000 lliures que valia oferí pagar-ne 400.000 en un primer venciment a finals d'agost de 1785 i la resta en terminis de quatre mesos fins al pagament complet.

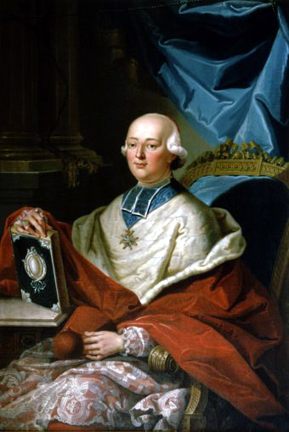
El cardenal Rohan admirant el collar

Alguns dies després, Boehmer i Bassenge signaren el document en què Rohan estipulava les condicions de la compra, i quan els joiers li lliuraren el collar els ensenyà una autorització signada per Maria Antonieta aprovant l'adquisició. El cardenal de Rohan entregà el collar a la comtessa de Valois perquè el fes a mans de Maria Antonieta; però la comtessa el lliurà a un individu què presumptament era un propi de la reina.
Els joiers Boehmer i Bassenge acudiren a una festa celebrada a Versalles el 2 de febrer per veure si la sobirana lluïa la joia i, veient que no, manifestaren la seva estranyesa al cardenal, el qual els digué que la reina primer volia assabentar el rei de l'adquisició. En aproximar-se el primer termini del pagament, la comtessa de Valois dirigí al cardenal una carta imitant la lletra de la reina, en què li manava que sol·licités dels joiers una rebaixa de 200.000 lliures, petició a la qual es negaren Boehmer i Bassenge. Després es descobrí que la reina no sabia res de tot això, que els documents en què apareixia la seva signatura eren falsificats, i que la comtessa de Valois, quan va tenir la joia en el seu poder la va desmuntar i en vengué els diamants per França i Anglaterra.

## L'escàndol
Gran fou la indignació de la reina i el rei quan s'assabentaren de la trama. Aquesta intriga donà origen al procés anomenat «del collar». La reputació de la reina, la signatura de la qual havia estat suplantada, sortí neta d'aquest afer, però el fet assestà un cop important al prestigi ja malmès de la monarquia. El cardenal, víctima de la seva excessiva credulitat, fou absolt pel tribunal després d'haver passat algun temps a la Bastilla, i la comtessa de Valois fou condemnada a ser fuetejada en públic, a ser marcada amb un ferro roent i a pena perpètua a la presó de la Salpetrière. Els joiers mai varen poder cobrar tot l'import del collar i, si bé se'ls assignà la quantitat de 300.000 francs anuals fins a l'extinció del deute, la Revolució no volgué respectar aquest drets. Els successors de Boehmer i Bassenge van recórrer diverses vegades als tribunals a fi que el deute no prescrivís.
Tal és el famós procés del collar, que tant donà a parlar durant els anys que immediatament precediren a la Revolució Francesa.

## L'afer en la ficció
- The Great Cophta de Johann Wolfgang von Goethe (1791)
- Diamond Necklace, de Thomas Carlyle (1837)
- The Queen's Necklace, de Alexandre Dumas (pare) (1848) (ISBN 1-58963-209-5)
- "The Queen's Necklace", de Maurice Leblanc (1905) (una història d'Arsène Lupin)
- Marie Antoinette, protagonitzada per Norma Shearer, Tyrone Power, John Barrymore, and Robert Morley (1938)
- The Queen's Necklace, de Antal Szerb (1943)
- Black Magic, una pel·lícula de 1949 protagonitzada per Orson Welles
- The Queen of Diamonds, de Jean Plaidy (1958)
- "il diavolo in giardino", protagonitzada per Luchino Visconti, Filippo Sanjust i Enrico Medioli. Música de Franco Mannino (Palermo, 1963)
- The Necklace Affair, de Edgar P. Jacobs (part de les sèries de còmics Blake and Mortimer) (1967)
- La Rosa de Versalles, de Riyoko Ikeda, publicat per primera vegada el 1973 (manga); anime sèrie de televisió, 1979
- Norby and the Queen's Necklace, de Janet Asimov (1986)
- Blade of the Guillotine, d'Arthur Byron Cover (part de la sèrie de novel·les Time Machine) (1986)
- The Affair of the Necklace (pel·lícula de 2001)
- A les Feddal Castle Series de H.C. Delaval, la segona novel·la, The Fourteenth Lady of Feddal.